# Franz Ungern-Sternberg
Barón Franz Ungern-Sternberg ( * 1808 -1885), fue un médico y botánico alemán báltico.
Hizo significativas exploraciones al Cáucaso, recolectado, identificando y nombrando nuevas spp.
- La abreviatura «Ung.-Sternb.» se emplea para indicar a Franz Ungern-Sternberg como autoridad en la descripción y clasificación científica de los vegetales.[1]

Se poseen 40 registros IPNI de sus nombramientos para nuevas especies. Habitualmente publicaba en: Vers. Syst. Salicorn.; J.S. African Bot.; Bot. Mater. Gerb. Bot. Inst. Komarova Akad. Nauk URSS; Atti Congr. Bot. Firenze 1874; Bot. J. Linn. Soc.

## Honores
Nombres en su honor:
- Género Ungernia Bunge familia Amaryllidaceae
- Sp. Rhododendron ungernii